# روي براون (عسكري)
روي براون (بالإنجليزية: Arthur Roy Brown)‏ هو طيار كندي، ولد في 23 ديسمبر 1893 في كارلتون بلاس في كندا، وتوفي في 9 مارس 1944 في ويتجيرج ستوفيل في كندا بسبب نوبة قلبية.